# Вугар Алекперов
Вугар Мурсал огли Алекперов (азерб. Vüqar Mursal oğlu Ələkbərov, нар. 5 січня 1981) — азербайджанський боксер-любитель, бронзовий призер Олімпійських ігор 2000 року.

## Любительська кар'єра

### Олімпійські ігри 2000
- 1/16 фіналу. Переміг Пітера Каріукі (Кенія) — 12-3
- 1/8 фіналу. Переміг Пола Міллера (Австралія) — 9-8
- 1/4 фіналу. Переміг Акина Кулоглу (Туреччина) — 18-8
- 1/2 фіналу. Програв Хорхе Гутьєрресу (Куба) — 9-19

Вугар Алекперов став першим азербайджанським боксером — призером олімпійських змагань з боксу.
На чемпіонаті світу 2001 програв у першому бою Карлу Фрочу (Англія).
На чемпіонаті Європи 2002 програв у першому бою Олегу Машкіну (Україна).
2003 року завоював срібну медаль на чемпіонаті світу серед військовослужбовців.

### Олімпійські ігри 2004
- 1/16 фіналу. Переміг Спірідона Кладухаса (Греція) — 18-16
- 1/8 фіналу. Програв Насеру Аль-Шамі (Сирія) — DQ4 (1:40)

На чемпіонаті світу 2005 програв у першому бою Чжану Чжилею (Китай).
2005-го та 2006-го року входив до складу збірної Азербайджану на командних Кубках світу з боксу.